# Spurius Tarpeius Montanus Capitolinus
Spurius Tarpeius Montanus Capitolinus est un homme politique romain du Ve siècle av. J.-C., consul en 454 av. J.-C.

## Famille
C'est le seul membre de la gens plébéienne des Tarpeii à atteindre le consulat.

## Biographie

### Consulat (454)
En 454 av. J.-C., il est consul avec Aulus Aternius Varus Fontinalis,. À cette époque, de fortes tensions opposent les tribuns de la plèbe et l’aristocratie patricienne. Les consuls sortants Titus Romilius Rocus Vaticanus et Caius Veturius Cicurinus sont poursuivis en justice par les édiles et tribuns plébéiens qui les condamnent à de lourdes amendes,,. Toutefois, les plébéiens et les patriciens semblent avoir trouvé un compromis et le consulaire Titus Romilius propose d'envoyer une ambassade dans les cités grecques pour étudier les lois helléniques.
C’est dans ce contexte que les consuls Aulus Aternius et Spurius Tarpeius promulguent la lex Aternia Tarpeia, relative aux amendes. Cette loi n’est rapportée ni par Tite-Live ni par Denys d'Halicarnasse, mais elle est évoquée sous ce nom par Cicéron et commentée par Aulu-Gelle. Selon ce dernier, les amendes sont réglées à l'époque en têtes de bétail, avec un montant maximum (suprema) de deux ovins et de trente bovins par jour, et un minimum d'un ovin. La qualité des bêtes n’est pas homogène, ce qui crée des inégalités lors des acquittements d’amende. La nouvelle loi corrige ce défaut en définissant un barème d’équivalence, de dix as pour un ovin et cent as pour un bovin.
Il est possible qu'il n'y ait en fait pas eu de consuls cette année-là. Rome a pu connaître davantage de commissions spéciales qui remplacent temporairement les consuls que n'en rapportent les annalistes antiques. Les noms des consuls donnés pour 454 et leurs origines plébéiennes rendent douteuse leur authenticité. Il pourrait en fait s'agir de duumviri legibus Tarpeis Aterniis scribendis qui, comme leur nom l'indique, auraient promulgué la loi relative aux amendes. Le nom de cette loi pourrait aussi bien se rapporter aux noms de chacun des duumviri ou plus probablement aux noms d'anciennes lois qui ont été remises en vigueur à cette occasion.

### Tribunat plébéien (448)
En 448 av. J.-C., si on en croit le récit de Tite-Live, en raison d’un trop grand nombre de candidatures dispersant les voix, seuls cinq tribuns de la plèbe sont élus. Ils complètent leur collège en cooptant cinq autres personnes, dont Aulus Aternius et Spurius Tarpeius, bien qu'ils soient probablement patriciens,. On ignore si à cette occasion ils abandonnent leur classe pour se ranger parmi les plébéiens (transitio ad plebem).

### Auteurs antiques
- Tite-Live, Histoire romaine, Livre III, 31/65 sur le site de l'Université de Louvain
- Aulu-Gelle, Nuits Attiques, Livre XI, 1 sur le site de Philippe Remacle
- (en) Denys d'Halicarnasse, Antiquités romaines, Livre X, 33-49 sur le site LacusCurtius
- (la) Cicéron, De Republica, Livre II, 60 sur le site de IntraText Digital Library

### Auteurs modernes
- (en) T. Robert S. Broughton, The Magistrates of the Roman Republic : Volume I, 509 B.C. - 100 B.C., New York, The American Philological Association, coll. « Philological Monographs, number XV, volume I », 1951, 578 p.
- (fr) Jean Gagé, « La rogatio Terentilia et le problème des cadres militaires plébéiens dans la première moitié du Ve siècle av. J.-C. », Revue historique, Presses universitaires de France, vol. 260,‎ 1978, p. 289-311